# Titancraft
Titancraft (в переводе с англ. — «Корабль титанов») — девятый студийный альбом немецкой пауэр-метал-группы Iron Savior, выпущенный 20 мая 2016 года.
В него вошло двенадцать новых песен, песни «Protector» из альбома Condition Red и «Assailant» из альбома Iron Savior в новом исполнении.
28 апреля 2016 года группа выложила клип на песню «Way of the Blade».
Диск попал в один из немецких чартов, заняв там 62 место.

## Список композиций
Слова и музыка всех песен — Пит Силк. Песня «I Surrender» написана Дэниэлом Галмарини.
| №   | Название                                  | Длительность |
| --- | ----------------------------------------- | ------------ |
| 1.  | «Under Siege»                             | 0:59         |
| 2.  | «Titancraft»                              | 5:22         |
| 3.  | «Way of the Blade»                        | 3:59         |
| 4.  | «Seize the Day»                           | 4:58         |
| 5.  | «Gunsmoke»                                | 5:09         |
| 6.  | «Beyond the Horizon»                      | 6:00         |
| 7.  | «The Sun Won't Rise in Hell»              | 5:03         |
| 8.  | «Strike Down the Tyranny»                 | 5:12         |
| 9.  | «Brother in Arms»                         | 5:24         |
| 10. | «R&R Addiction» (ограниченный бонус-трек) | 5:10         |
| 11. | «I Surrender»                             | 4:06         |
| 12. | «Rebellious»                              | 4:51         |

| №   | Название         | Длительность |
| --- | ---------------- | ------------ |
| 13. | «Protector 2016» | 4:37         |

| №                   | Название            | Длительность |
| ------------------- | ------------------- | ------------ |
| 14.                 | «Assailant 2016»    | 4:20         |
| Общая длительность: | Общая длительность: | 65:10        |

## Участники записи

### Iron Savior
- Пит Силк — вокал, гитара
- Йоахим Кестнер — гитара
- Ян-Сорен Эккерт — бас, бэк-вокал
- Томас Нак — ударные

### Дополнительные музыканты
- Ян Бертрам — гитарное соло в песне «R&R Addiction»
- Филиппа Силк, Фрэнк Бек  — бэк-вокал во всех песнях
- Дэниэл Галмарини —  клавишные в песнях «Beyond The Horizon», «I Surrender» и «Brother In Arms», пианино в песне «I Surrender»

### Производство
- Пит Силк — музыкальный продюсер, звукорежиссёр
- Филипп Мачадо Франко — дизайн обложки
- Томас Шпренгер — фотографии